# Сеник Омелян
Омеля́н Се́ник (псевдо: Грибівський, Канцлер, Урбан) (19 січня 1891, Яворів — 30 серпня 1941, Житомир) — український державник, військовик та політичний діяч.
Сотник Галицької Армії, діяч УВО входив до складу Начальної та Крайової команди УВО. Входив до складу «Летючої Бригади» УВО. Певний час був редактором друкованого органу УВО «Сурма», був крайовим командантом УВО. Співорганізатор (співзасновник) ОУН. Входив до складу ПУН та вужчого ПУН. Головував на II Великому Зборі ОУН у Римі (26.08.1939).
Один з найближчих соратників Голів ПУН Євгена Коновальця та Андрія Мельника.
Відповідно до українського законодавства може бути причисленим до борців за незалежність України у ХХ сторіччі.

## Життєпис

Зліва праворуч. Стоять: Євген Коновалець, невідома, Зенон Кузеля, Ольга Кузеля, Ольга Коновалець, Омелян Сеник, Ріхард Ярий, Степан Федак-молодший. Сидять: невідома, Юліан Головінський, Ольга Яра. Берлін 1927 рік.

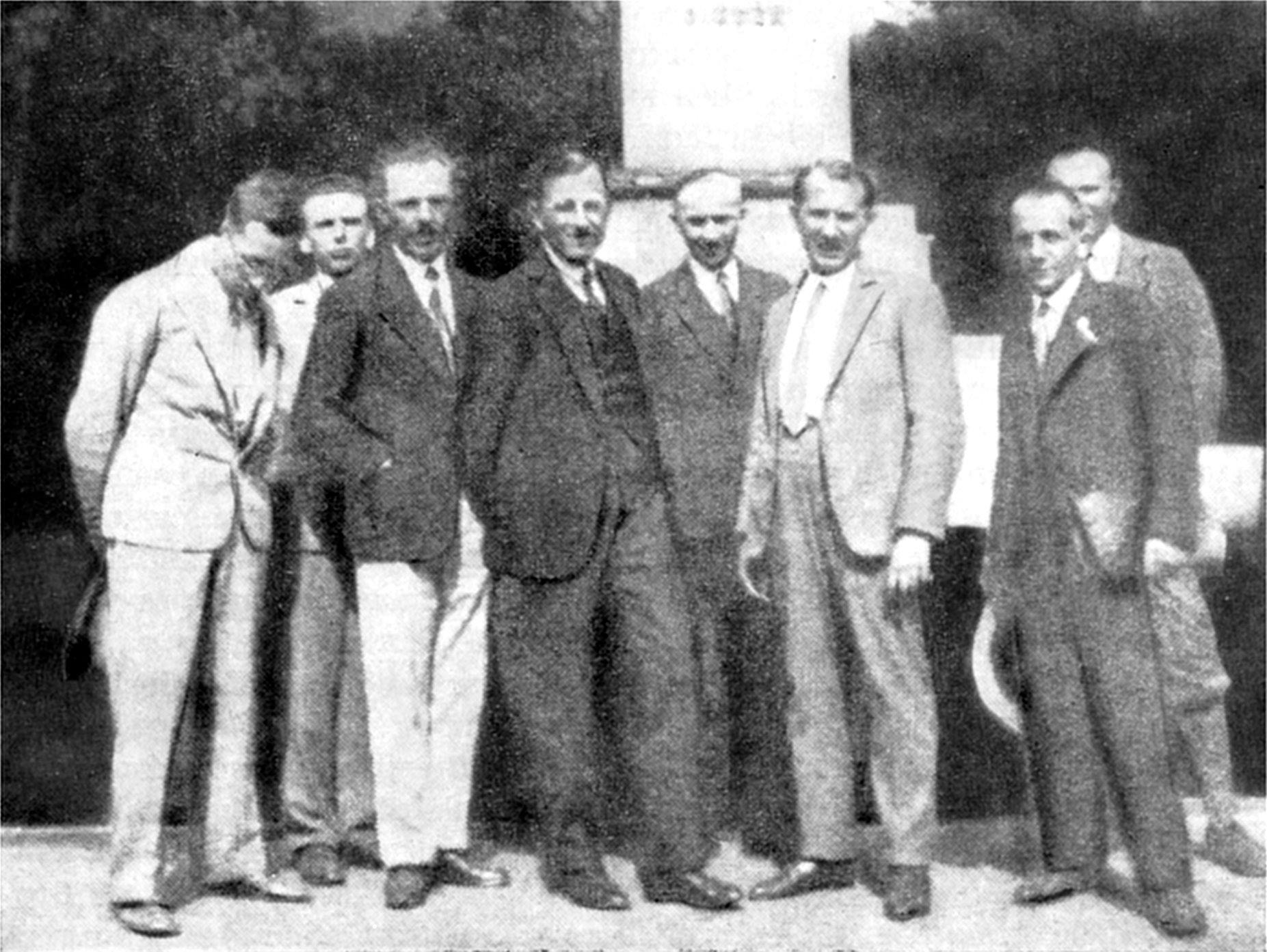
Нарада у Празі, червень 1930. Зліва направо: Зенон Пеленський, Осип Бойдуник, Осип Рев'юк, Юліан Головінський, Омелян Сеник, Євген Коновалець, Леонід Костарів, Зиновій Книш

Могила Омеляна Сеника та Миколи Сціборського праворуч, а ліворуч — Костя Возного

Інженер Троян біля могили, 1941 рік

Народився у м. Яворові (тепер Львівська область). На початку Першої світової війни 1914—1918 вступив до австрійської армії, згодом — сотник Галицької армії. З 1921 — член Української військової організації (УВО), входив до Начальної та Крайової Команди УВО, член «Летючої Бригади» УВО.
З лютого 1928 до кінця 1929 — 9-й крайовий Командант УВО. Деякий час — головний редактор органу УВО «Сурма». З 1927 — член Проводу українських націоналістів. У 1929 Сеник був делегатом Першого Конгресу українських націоналістів у Відні. У 1930 роках — член Вищого (чотириособового) Проводу ОУН. В організації відповідав за внутрішню політику і вів організаційну роботу. У 1930 році Сеник здійснив ряд організаційних поїздок до США, Канади, Аргентини, Бразилії.
В 1934 у Празі поліція захопила так званий «Архів Сеника», який містив відомості про підпільну діяльність ОУН. Це стало причиною численних арештів членів організації, а сам «Архів» — одним з головних документів звинувачення на Варшавському процесі 1935-36. Сеник був запідозрений у зраді, але Революційний трибунал ОУН цього не підтвердив. Омелян Сеник був головуючим на II Великому Зборі ОУН у Римі 26 серпня 1939 р..
У 1940 група провідних діячів ОУН почала вимагати відставки Сеника та Ярослава Барановського, що спричинило внутрішню кризу в ОУН і призвело до розколу організації. Сеник залишився у складі ОУН і надалі був одним з найближчих помічників Голови ПУН полк. Андрія Мельника..
На початку радянсько-німецької війни 1941-45 призначений керівником Основної похідної групи ОУН під проводом Голови ПУН полк. Андрія Мельника, яка мала дістатися Києва і проголосити державність України.

## Атентат у Житомирі
Загинув 30 серпня 1941 року внаслідок теракту в Житомирі разом із Миколою Сціборським.
Після наради в обласній поліції, Сеник та Сціборський йшли до свого тимчасового помешкання. На розі Гімназійної і Бердичівської вулиць невстановлена особа здійснила постріли в спину. Це сталось ввечері, приблизно о 19.30. Перший постріл прийшовся в Сеника і він помер відразу. На звук пострілу в побратима Сціборський обернувся і був смертельно поранений в обличчя та шию. Вбивцю націоналістів застрілив випадковий німецький вояк. Улас Самчук у книзі «На білому коні» написав:
| "Під цим самим обідраним собором, на голій брукованій площі, нічим не захищені, виразно виділялись два горбики свіжої землі з дерев’яними на них хрестами. Тяжко повірити, що тут недавно знайшли свій життєвий кінець двоє найчільніших діячів українського модерного революційного опору – двоє довголітніх, невтомних шукачів розв'язки національного питання цього простору – Омелян Сеник і Микола Сціборський[5]." |
Тарас Бульба-Боровець та ОУН під проводом Голови ПУН полк. Андрія Мельника, звинуватило у вбивстві представника ОУН(б) Кузія, але інші джерела дозволяють припускати, що за атентатом міг стояти агент НКВС Кіндрат Полуведько. 7 вересня 1941 р. Провід бандерівського крила ОУН розіслав комунікат, в якому приписування вбивства Сеника та Сціборського було названо «провокацією». Однією з версій є здійснення вбивства німецькими окупантами, що доводять у своїх дослідженнях В. Гінда, І. Ковальчук, С. Стельникович.
Похований 2 вересня на подвір'ї Спасо-Преображенського собору Житомира поруч з Миколою Сціборським.

## Вшанування пам'яті
Омелян Сеник похований у Житомирі на подвір'ї Свято-Преображенського Собору.
Після приходу комуністичної влади могилу було зрівняно із землею. В квітні 1991 року силами громадянського комітету та активістів розшукали приблизне місце поховань. За світлиною часів війни, на якій біля могил Сціборського і Сеника сидить інж. Троян, знайшли місце, де могло бути поховання. Збереглось на той час дерево біля собору поруч з могилами. Там насипали горбик, встановили хрест. Але того ж дня хрест зламали. В серпні 1991 року на цьому місці встановили пам'ятну дошку і хрест. Однак, і цю дошку розбили. Володимир Лук'яненко з Коростеня виготовив нову пам'ятну дошку. Її забетонували, встановили варту.
У 2005 році могила Сціборського та Сеника включена до Реєстру щойно виявлених та новозбудованих пам'яток культурної спадщини, має охоронний № 4051. Біля могили відбуваються вшанувальні мітинги, які проводять націоналістичні організації. Як правило, це відбувається 28 березня, в день народження М. Сціборського, 23 травня, на День Героїв та 30 серпня, в день смерті. Націоналісти Житомира мають намір встановити пам'ятний знак на місці загибелі Сціборського та Сеника.
28 березня 2014 року на могилі Миколи Сціборського та Омеляна Сеника відкрито оновлений пам'ятний знак
У 2023 році у Яворові з'явилася вулиця Омеляна Сеника.